# Apuolė
Apuolė – wieś w rejonie szkudzkim okręgu kłajpedzkiego Litwy, położona 11 km od Szkud.
Jest pierwszą miejscowością położoną na terenie dzisiejszej Litwy, wzmiankowaną w źródłach pisanych. W 853 roku wikingowie napadli na położony tu zamek Kurów.